# Badande män
Badande män (norska: Badende menn) är en oljemålning av den norske konstnären Edvard Munch från 1907–1908. Målningen ingår i Ateneums samlingar i Helsingfors. Det finns fler målningar av Munch på samma tema, bland annat ett liknande verk på Österreichische Galerie Belvedere i Wien samt två skisser på Munchmuseet i Oslo. 
Att avbilda badande personer var ett omtyckt motiv runt förra sekelskiftet då idéer om nakenheten och friluftslivets gynnsamma verkan på kropp och själ frodades. Titlarna på Munchs många målningar på detta tema varierar beroende på om de avbildade är män eller kvinnor (Badande kvinnor), vuxna eller unga (Badande pojkar, Badande flickor), flera eller ensamma (Badande man) samt om de badande befinner sig på stränder, klipphällar eller badhus (Badande män på klippor). Bland andra konstnärer som målade badande personer återfinns Paul Cézanne (De stora baderskorna), Auguste Renoir, Eugène Jansson (Flottans badhus) och Anders Zorn (Ute). 
Den mest monumentala versionen av Munchs målningar är den som finns på Ateneum. Den är 206 cm hög och 227,5 cm bred. Målningen utfördes i den nordtyska badorten Warnemünde där Munch återhämtade sig efter sina nervproblem efter uppbrottet från fästmön Tulla Larsen (som porträtterades i Karikatyrporträtt av Tulla Larsen). Lokala badvakter var hans modeller. Vistelsen ledde till en viss återhämtning och förhöjd produktivitet, men året därpå skrevs han in på en nervklinik i Köpenhamn.
Badande män ställdes ut i Helsingfors 1911 som mittdelen i en triptyk som Munch benämnde Livsåldrarna (en parallell till hans mer kända serie som benämndes Livsfrisen). Den representerade manlighet och i triptykens sidor fanns målningar som representerade ungdom och ålderdom. Trots att målningen ansågs vara mycket kontroversiell vid utställningen köptes den in av Ateneum.  
Badande män och den ungefär samtidigt tillkomna Marats död innebar en förändring i Munchs konstnärliga uttryck. Tidigare hade Munch framför allt målat med långa penseldrag, enhetliga färgfält med tydliga konturer, vilket kan ses i de tidiga bad-målningarna. Men i 1907 års Badande män målade Munch kraftiga, luftiga former som ställvis åstadkommits med hjälp av rytmiskt sneddragna linjer. 

## Lista över olika versioner
| Målning | Namn                         | Nummer | År        | Storlek     | Museum                                         | Stad        |
| ------- | ---------------------------- | ------ | --------- | ----------- | ---------------------------------------------- | ----------- |
|         | Badande kvinnor              | 356    | 1894      | 79,5 × 81,5 | Munchmuseet                                    | Oslo        |
|         | Badande pojkar               | 358    | 1894      | 92 x 150    | Nasjonalmuseet for kunst, arkitektur og design | Oslo        |
|         | Badande kvinnor              | 396    | 1896–1898 |             | Munchmuseet                                    | Oslo        |
|         | Badande pojkar               | 409    | 1897–1898 |             | Munchmuseet                                    | Oslo        |
|         | Badande flickor              | 411    | 1897–1898 |             | Munchmuseet                                    | Oslo        |
|         | Badande barn                 | 412    | 1897–1899 |             | Munchmuseet                                    | Oslo        |
|         | Badande unga män             | 589    | 1904      |             | Munchmuseet                                    | Oslo        |
|         | Badande unga män             | 763    | 1904      |             | Munchmuseet                                    | Oslo        |
|         | Badande unga män             | 763    | 1904      |             | Munchmuseet                                    | Oslo        |
|         | Badande män                  | 763    | 1907      |             | Munchmuseet                                    | Oslo        |
|         | Badande män                  | 764    | 1908      | 100 x 120   | Österreichische Galerie Belvedere              | Wien        |
|         | Badande män                  | 765    | 1907      |             | Munchmuseet                                    | Oslo        |
|         | Badande män                  | 766    | 1907–1908 | 206 x 227,5 | Ateneum                                        | Helsingfors |
|         | Badande män                  | 1090   | 1913–1915 |             | Munchmuseet                                    | Oslo        |
|         | Badande män på en klippa     | 1147   | 1915      |             | Munchmuseet                                    | Oslo        |
|         | Badande män på en klippa     | 1148   | 1915      |             | Munchmuseet                                    | Oslo        |
|         | Badande kvinnor på en klippa | 1150   | 1915      |             | Munchmuseet                                    | Oslo        |
|         | Badande män                  | 1151   | 1915      |             | Munchmuseet                                    | Oslo        |
|         | Badande på en klippa         | 1152   | 1915      |             | Munchmuseet                                    | Oslo        |
|         | Badande kvinnor på en klippa | 1153   | 1915      |             | Munchmuseet                                    | Oslo        |
|         | Badande män på en klippa     | 1154   | 1915      |             | Munchmuseet                                    | Oslo        |
|         | Badande man                  | 1283   | 1918      |             | Munchmuseet                                    | Oslo        |
|         | Badande man                  | 1284   | 1918      | 160 x 110   | Nasjonalmuseet for kunst, arkitektur og design | Oslo        |
|         | Badande män                  | 1577   | 1926–1930 |             | Munchmuseet                                    | Oslo        |
|         | Badande män                  | 1578   | 1926–1930 |             | Munchmuseet                                    | Oslo        |
|         | Badande män                  | 1658   | 1929      |             | Munchmuseet                                    | Oslo        |
|         | Badande kvinna och barn      | 1681   | 1935      |             | Munchmuseet                                    | Oslo        |